# St. Andrews-i Egyetem
A St Andrews-i Egyetem (University of St Andrews) Skócia legrégebbi, az angol nyelvterület harmadik legrégebbi felsőoktatási intézménye (Oxford és Cambridge után). Az egyetem Fife grófságban, Skócia keleti partján, a golf szülőhazájában található. Az oxfordi és a cambridge-i egyetemmel együtt az Egyesült Királyság elit egyetemei közé tartozik. 1645 és 1646 között itt hívták össze a skót parlamentet, 1862-ben pedig itt iratkozott be Nagy-Britannia első diáklánya. Vilmos walesi herceg 2005 júniusában végezte el az egyetemet. 
A világ több, mint száz országából vonzza az egyetem a hallgatóit. A hallgatók 20%-a az Egyesült Államokból, 20-25%-a a világ többi országából, 30%-a Angliából és csupán 20-25%-a származik Skóciából.
St Andrews, a kis egyetemi város 16 ezer fős lakossága, a szeptembertől januárig tartó Martinmas szemeszter, valamint a márciustól májusig tartó Candlemas szemeszter alatt nagymértékben megnő, a 7 ezer főnyi egyetemi hallgatónak köszönhetően. Az egyetem, kis mérete ellenére, a brit egyetemi rangsorokban Cambridge-el és Oxforddal vetekszik; 2021-ben a Guardian a második, míg a Times a harmadik legjobb egyetemként tartja számon az országban. Az egyetem elitista hírneve külön megerősödött, amikor az angol királyi cím várományosának tartott Vilmos herceg felvételt nyert 2001-ben. A kedveltebb szakok (például kémia, pszichológia, matematika, történelem, közgazdaságtan, menedzsment, nemzetközi kapcsolatok) az Egyesült Királyságban a legmagasabb ponthatárral bírnak.

## Az egyetem egykori hallgatói
- Jean-Paul Marat (orvos, természettudós, filozófus és  forradalmár)
- John Napier matematikus
- Vilmos cambridge-i herceg (Prince William)
- Kate Middleton (Catherine, Duchess of Wales)
- James W. Black orvostudományi Nobel-díjas
- Walter Haworth, Kémiai Nobel-díjas
- Alan MacDiarmid, Kémiai Nobel-díjas
- Georgius Buchananus, angol költő
- Alex Younger, az MI6 főigazgatója

## Diákélet
Hasonlóan az első két angol egyetemhez, az egyetemi és diákélet nagy tradíciókkal rendelkezik. Mindenkinek van egyenruhája, aminek a viselési módja az egyetemi rangtól függ. Az egyetemen akademikus családok működnek, amelyek biztosítják az új hallgatók integrálódását. Az elsőéves hallgatók közül kerülnek ki az egyetem férfi és női klub tagjai. Szinte minden második diák golfozik, az egyetem diákjai ugyanis elenyésző összegért játszhatnak a világ legrégebbi és legelitebb golfklubjának a pályáján, az Old Course-on. 

## Lásd még
- Cambridge-i Egyetem
- Oxfordi Egyetem